# Michio Jimbo
Michio Jimbo (神保 道夫, Jimbō Michio; 1951) is een Japanse wiskundige, die momenteel professor aan de universiteit van Tokio is. Hij is een kleinzoon van de linguïst Kaku Jimbo.
Na zijn afstuderen aan de universiteit van Tokio in 1974 studeerde hij onder Mikio Sato aan het researchinstituut voor wiskundige wetenschappen aan de universiteit van Kyoto. Hij heeft belangrijke bijdragen geleverd aan wiskundige natuurkunde, waaronder (onafhankelijk van Vladimir Drinfel'd) de ontdekking van de kwantumgroepen. In 1993 won hij de Japanse academieprijs voor dit werk.

## Voetnoten
1. ↑  Lijst van ontvangers van de Japanse academieprijs .

- Bibsys: 90838029
- CiNii: DA02169352
- DBLP: 36/2348
- Gemeinsame Normdatei: 1055748660
- International Standard Name Identifier: 0000 0001 1250 4503
- Library of Congress Control Number: n86834209
- Mathematics Genealogy Project: 239256
- Bibliotheek van het Japanse parlement: 00208619
- Nationale Bibliotheek van Tsjechië: mzk2004243927
- Nationale Bibliotheek van Israël: 987007462110505171
- Nederlandse Thesaurus van Auteursnamen: 069973768
- Système universitaire de documentation: 116045442
- Virtual International Authority File: 24663560
- WorldCat: E39PBJdRtxCYtrJ3d3qCGTdfbd